# Estádio Nacional de Fiji
O ANZ Estádio Nacional (conhecido como ANZ Stadium é um estádio multi-uso localizado em Suva, Fiji. ANZ Stadium é usado principalmente para as partidas de rugby, e para as partidas de futebol.Tem um campo adequado para competição mundial capacidade total de 4.000 espectadores, e um anexo que pode acomodar um adicional de 15.000 pessoas